# استمارة

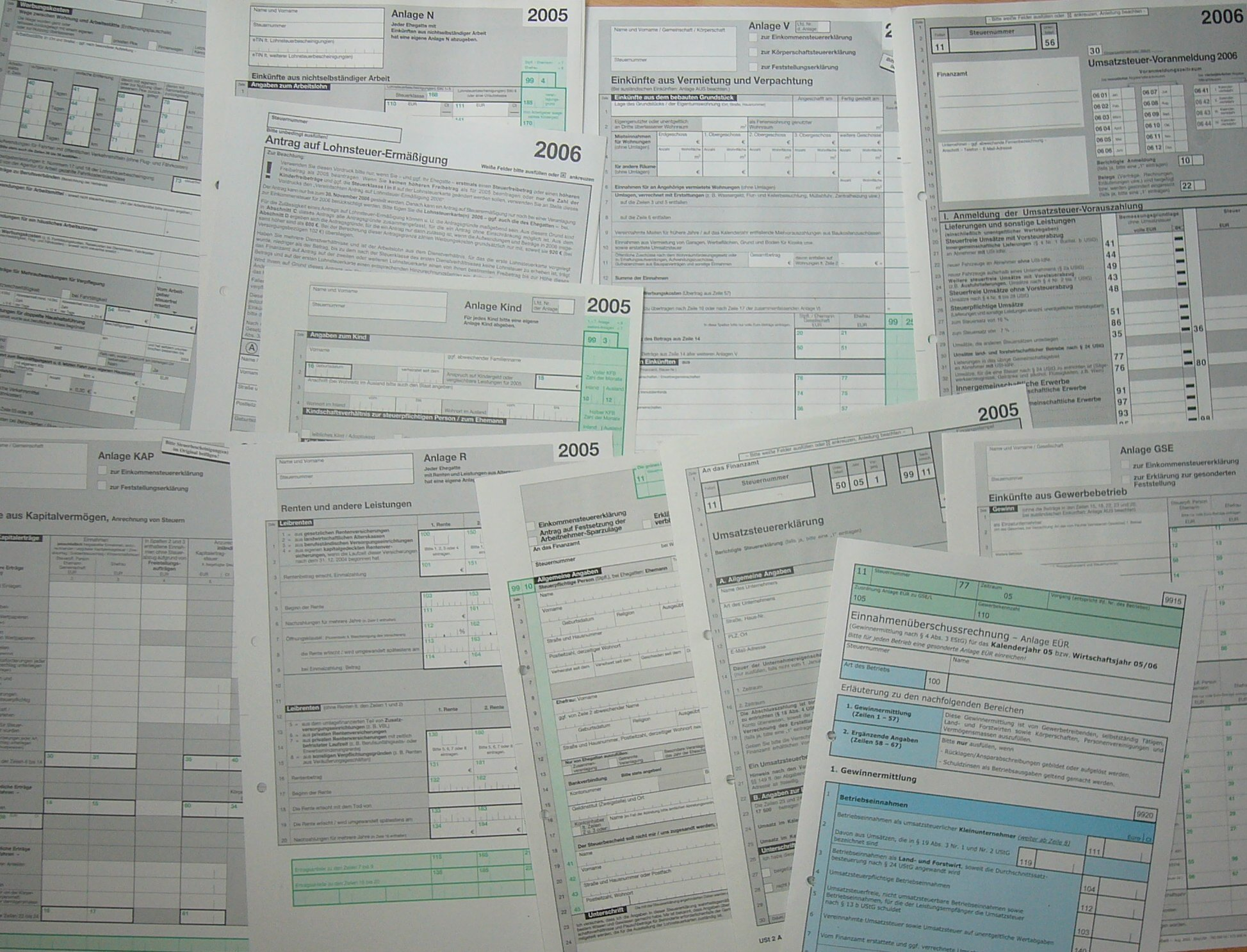
تشكيلة من الإستمارات.

الاستمارة أو الاستئمارة هي ورقة تتضمن بيانات معينة خاصة بمن يتعين عليه بملئها، وتقدم عند الالتحاق بمدرسة أو وظيفة أو أي أغراض أخرى. وأصل الكلمة من «استئمارة» صيغة التأنيث من مصدر الفعل «استأمر» بمعنى طلب الأمر والمشورة، وخففت الهمزة إلى ياء فأصبحت «استيمارة» ثم خففت الهمزة إلى كسرة فصارت «استمارة».
لتفريغ الاستمارة ينبغي تحويل الأجوبة إلى أرقام أو حروف يسهل إدخالها إلى الحاسوب وتسمى هذه العملية بعملية ترميز الاستمارة. وحسب برنامج SPSS فإن الأشخاص الذين قاموا بالإجابة على أسئلة الاستمارة يطلق عليهم اسم الحالات Cases (الأفراد) وكل سؤال في الاستمارة هو بمثابة متغيرة Variable وتشكل الإجابات قيم المتغيرة Valeur de variable.